# Джексон (Міннесота)
Джексон (англ. Jackson) — місто (англ. city) в США, в окрузі Джексон штату Міннесота. Населення — 3323 особи (2020).

## Географія
Джексон розташований за координатами 43°37′42″ пн. ш. 94°59′13″ зх. д. / 43.62833° пн. ш. 94.98694° зх. д. (43.628346, -94.987041).  За даними Бюро перепису населення США в 2010 році місто мало площу 11,92 км², з яких 11,87 км² — суходіл та 0,05 км² — водойми.

## Демографія
Згідно з переписом 2010 року, у місті мешкало 3299 осіб у 1489 домогосподарствах у складі 856 родин. Густота населення становила 277 осіб/км².  Було 1635 помешкань (137/км²).
Расовий склад населення:
| - 93,3 % — білих - 3,4 % — азіатів - 0,5 % — чорних або афроамериканців - 0,4 % — корінних американців |

До двох чи більше рас належало 1,6 %. Частка іспаномовних становила 1,8 % від усіх жителів.
За віковим діапазоном населення розподілялося таким чином: 22,7 % — особи молодші 18 років, 58,0 % — особи у віці 18—64 років, 19,3 % — особи у віці 65 років та старші. Медіана віку мешканця становила 40,8 року. На 100 осіб жіночої статі у місті припадало 93,9 чоловіків;  на 100 жінок у віці від 18 років та старших — 92,8 чоловіків також старших 18 років.
Середній дохід на одне домашнє господарство  становив 55 061 долар США (медіана — 43 274), а середній дохід на одну сім'ю — 65 824 долари (медіана — 50 469). Медіана доходів становила 45 341 долар для чоловіків та 27 681 долар для жінок. За межею бідності перебувало 17,1 % осіб, у тому числі 31,6 % дітей у віці до 18 років та 8,4 % осіб у віці 65 років та старших.
Цивільне працевлаштоване населення становило 1709 осіб. Основні галузі зайнятості: освіта, охорона здоров'я та соціальна допомога — 26,6 %, виробництво — 19,3 %, мистецтво, розваги та відпочинок — 12,1 %, роздрібна торгівля — 9,4 %.